# Valeria (geslacht)
Valeria is een geslacht van vlinders van de familie Uilen (Noctuidae), uit de onderfamilie Cuculliinae.

## Soorten
- V. bicolor Köhler, 1979
- V. euplexina Draudt, 1950
- V. exanthema Boursin, 1955
- V. jaspidea (Villers, 1789)
- V. mamestrina Köhler, 1952
- V. mieshani Draudt, 1950
- V. murina Köhler, 1979
- V. muscosula Draudt, 1950
- V. oleagina (Denis & Schiffermüller, 1775)
- V. tricristata Draudt, 1934
- V. viola Berio, 1973